# Cantón de Caen-8
El cantón de Caen-8 era una división administrativa francesa, que estaba situada en el departamento de Calvados y la región de Baja Normandía.

## Composición
El cantón estaba formado por dos comunas, más una fracción de la comuna que le daba su nombre:
- Caen (fracción)
- Fleury-sur-Orne
- Louvigny

## Supresión del cantón de Caen-8
En aplicación del Decreto nº 2014-160 de 17 de febrero de 2014, el cantón de Caen-8 fue suprimido el 22 de marzo de 2015 y sus 3 comunas pasaron a formar parte; las dos comunas del nuevo cantón de Caen-5, y la fracción de lacomuna que le daba su nombre pasó a formar parte de los nuevos cantones de Caen-4 y Caen-5.